# Brouwerij De Gouden Boom

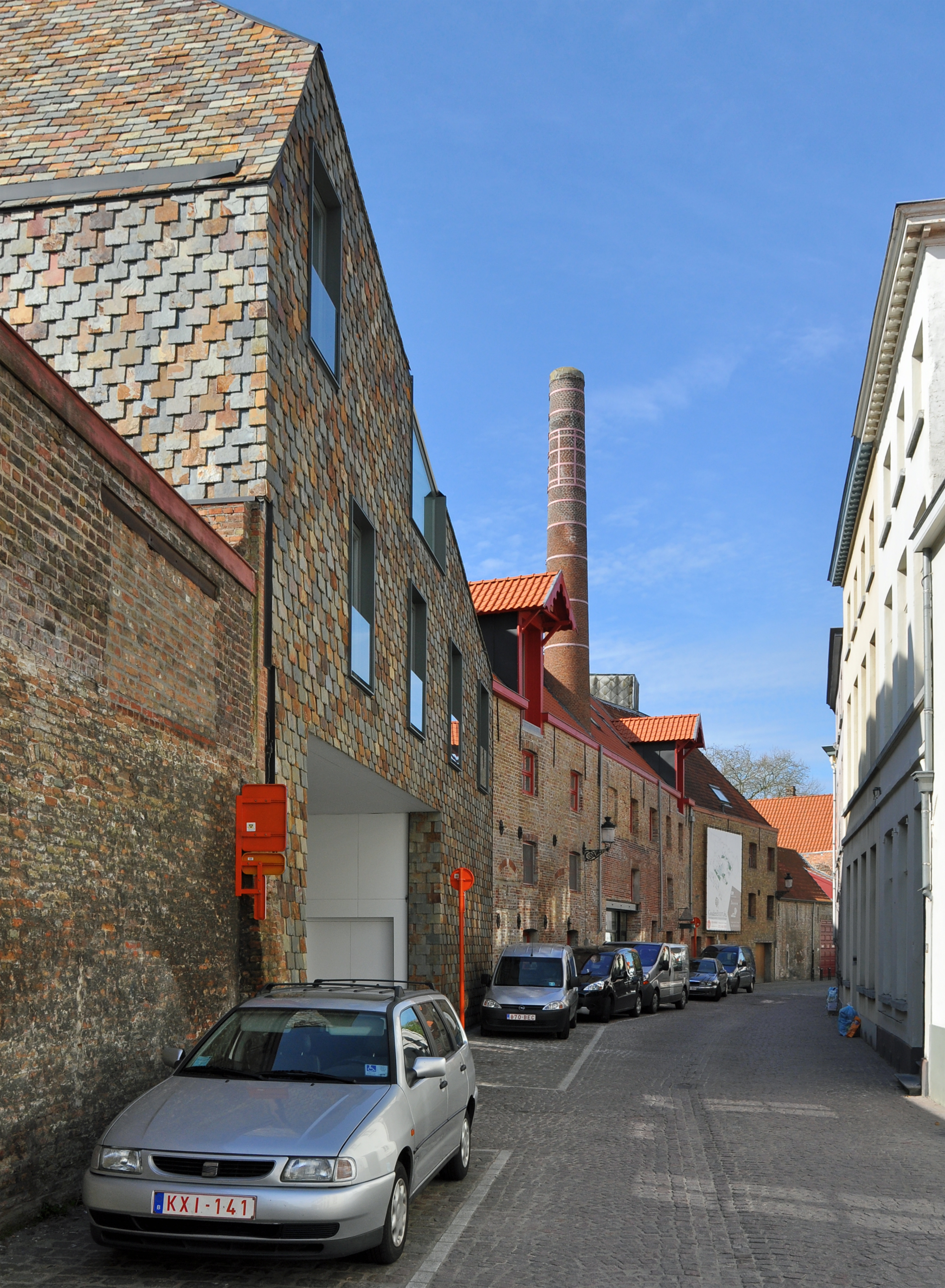
De beschermde mouterij aan het Verbrand Nieuwland

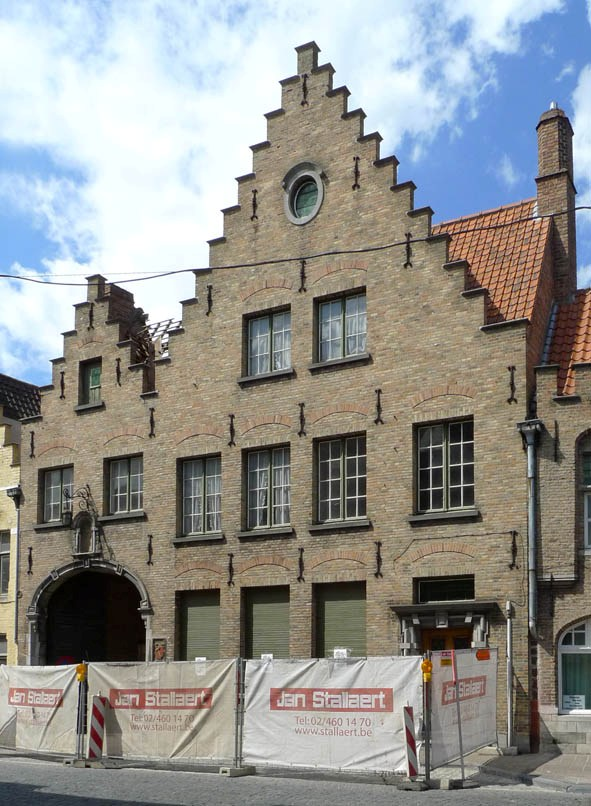
Ingangsgebouw langs de Langestraat kort voor de sloop

Brouwerij De Gouden Boom, ook bekend als Brouwerij 't Hamerken, is een voormalige brouwerij in Brugge.

## Geschiedenis

### 't Hamerken
Op de plaats waar Brouwerij De Gouden Boom gevestigd was, tussen de Langestraat en het Verbrand Nieuwland, brouwde al in 1455 een zekere Jan Hugheins bier. In 1580 kwam de naam 't Hamerken de eerste keer voor als landelijk huis dat bekendstond als herberg, waarvan de uitbaters vanaf 1588 in registers zijn terug te vinden.
In 1770 werd 't Hamerken omschreven als stokerij en herberg met als eigenaars: François de Knock (1770), Louis de Busscher-Minne (1816) en voor 1850 was er nog Joannes-Baptiste Schaeverbeke, wiens zonen hem later opvolgden.
Voor de familie Vanneste begon het allemaal in 1872, toen Jules Vanneste (1835-1909), een boer uit Oostkamp, zijn intrek nam in deze bestaande stokerij en mouterij 't Hamerken. Jules begon er vanaf 1889 bier te brouwen om nog geen vijf jaar later de tweede belangrijkste te zijn van de 31 Brugse brouwerijen (telling 1904). De stokerij werd gestopt maar een gloednieuwe mouterij draaide vanaf 1902 op volle toeren. De mouterij bleef werken tot 1976. De zoon Cyriel Vanneste (1861-1925) kon de taak van zijn vader verderzetten. Tijdens de Eerste Wereldoorlog werden in 1916 de koperen ketels door de Duitsers opgeëist, maar vanaf 1918 werd opnieuw gebrouwen in ijzeren ketels. Buiten het klassieke hoge-gistingstonnenbier werd nu ook reeds bier op flessen getrokken. Men kende er zelfs een Brugse Gueuze. Rond de jaren 1930 deed de familie Vanneste de zware investeringen voor de lage-gistingsbieren van het pilsner-type. Opvolger Jacques Vanneste richtte in 1940 de pvba 't Hamerken op. Buiten de bieren van het pilsner- en dortmunder-type werd ook nog een Brugse Tripel gebrouwen, een donkerkleurig licht bier met een densiteit van 5 graden.
In 1976 werd de mouterij stilgelegd toen bleek dat het niet meer rendabel was om op die manier mout te blijven produceren. Vanaf 1980 werd in brouwerij 't Hamerken nog het patersbier van Steenbrugge gebrouwen. Dit bier werd oorspronkelijk door de broeders van de benedictijner Sint-Pietersabdij te Steenbrugge zelf als tafelbier voor eigen gebruik gebrouwen tussen 1914 en 1943. De opeising van de koperen ketels door de Duitsers bracht hieraan een einde. De productie werd in 1958 echter hervat door Brouwerij Du Lac en werd in de loop van de jaren in verschillende brouwerijen, ook buiten Brugge, voortgezet. Pas in 1980 bracht een overeenkomst tussen Brouwerij 't Hamerken en de paters benedictijnen het bier terug naar Brugge. Maar in 1982 werd het handelsfonds van 't Hamerken door Brouwerij Haacht overgenomen en de laatste grote brouwerij van de stad dreigde te verdwijnen. Toon Denooze van De Hopduvel uit Gent bleef in 1982 de brouwketels echter warm houden door er het bier Stropken te brouwen.

### De Gouden Boom
In 1983 stichtte Paul Vanneste (achterkleinzoon van de stichter) er in samenwerking met Brouwerij Frank Boon uit Lembeek de nieuwe brouwerij De Gouden Boom. Men brouwde er enkel hoge-gistingsbieren. De rij werd geopend door het Brugs Tarwebier. Brugs Tarwebier was van het begin af een succes, want het vulde in de jaren 1980 een gat in de markt van de witbieren, die toen alleen nog door Brouwerij De Kluis in Hoegaarden werden gebrouwen. De traditie van het patersbier van Steenbrugge werd ook hervat. De dubbele bruine kreeg zelfs het gezelschap van een blonde tripel. Sint Arnoldus, patroon der brouwers en stichter van de Sint-Pietersabdij van Oudenburg en Steenbrugge, siert de etiketten van dit Brugse abdijbier. In 1987 werd de Brugse Tripel de volgende aanwinst van De Gouden Boom. Deze Brugse Tripel was heel wat voller en steviger dan zijn voorganger bij 't Hamerken. Het werd tevens een blond bier. Vanaf 1993 gingen de brouwerijen Rodenbach en De Gouden Boom nauwer samenwerken.
In 2003 werd Brouwerij De Gouden Boom volledig overgenomen door Brouwerij Palm, die zich sindsdien Palm Breweries noemt. In 2004 werd de bierproductie in Brugge overgeheveld naar de Palm-brouwerij in Steenhuffel. Het Brouwerijmuseum, dat zich sinds 1990 in de mouterijgebouwen bevond, diende in 2005 te verhuizen naar Brouwerij De Halve Maan aan het Walplein. Brouwerij Palm verkocht in 2006 de gebouwen van Brouwerij De Gouden Boom in de Langestraat in Brugge aan een projectontwikkelingsbedrijf. Een deel van de voormalige brouwerij- en mouterij-installaties werd in 2006 echter als industrieel erfgoed beschermd. De rest van de gebouwen maakte plaats voor een nieuwbouwproject met appartementen, winkels en een museumcafé. Het beschermde mouterijgebouw en de gerestaureerde woning met trapgevel uit de 17de eeuw aan de Langestraat zijn geïntegreerd in het nieuwbouwproject. Vanuit het museumcafé zijn de beschermde installaties te bezichtigen.

## Bieren
Onder meer onderstaande bieren werden gebrouwen in Brouwerij De Gouden Boom:
- Brugse Tripel - 8,7%
- Brugs Blond - 6,5%
- Brugs Tarwebier - 4,8%
- Steenbrugge Dubbel - 6,5%
- Steenbrugge Tripel - 8,5%